# San Giovanni di Fassa
San Giovanni di Fassa är en ort och kommun i provinsen Trento i regionen Trentino-Sydtyrolen i Italien. Kommunen hade 3 540 invånare (2018).
Kommunen San Giovanni di Fassa bildades den 1 januari 2018 genom en sammanslagning av de tidigare kommunerna Pozza di Fassa och Vigo di Fassa.